# Miss Europe 1969

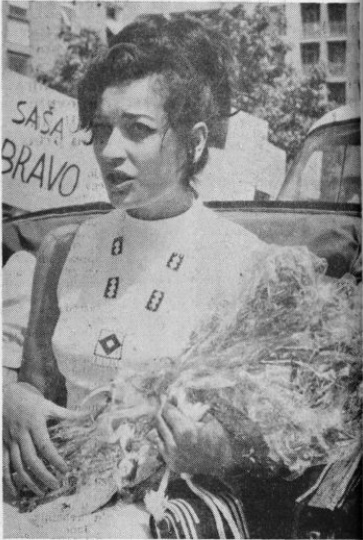
Saša Zajc aus Jugoslawien, Miss Europe 1969

Der Wettbewerb um die Miss Europe 1969 war der einundzwanzigste seit 1948, den die Mondial Events Organisation (MEO) durchführte. Sie war von den Franzosen Roger Zeiler und Claude Berr ins Leben gerufen worden, hatte ihren Sitz in Paris und organisierte den Wettbewerb bis 2002.
Die Kandidatinnen waren in ihren Herkunftsländern von nationalen Organisationskomitees ausgewählt worden, die mit der MEO Lizenzverträge abgeschlossen hatten.
Die Veranstaltung fand am 18. Mai 1969 im Rabat Hilton Hotel in der marokkanischen Hauptstadt Rabat statt. Damit hatte die MEO zum zweiten Mal nach 1968 ein afrikanisches Land als Gastgeber ausgewählt. Es gab, wie im Vorjahr, 21 Bewerberinnen.
Siegerin wurde Saša Zajc aus Jugoslawien. Sie wurde nicht, wie traditionell üblich, von ihrer Vorgängerin gekrönt (in diesem Fall Leena Brusiin, Miss Europe 1968), weil diese in einen Auto-Unfall verwickelt war. Stattdessen nahm Paquita Torres aus Spanien die Zeremonie vor (Miss Europe 1967).
| Land                                 | Schreibweise bei Pageantopolis | Schreibweise in der Heimatsprache | Teilnahme an weiteren Wettbewerben                                                                       |
| ------------------------------------ | ------------------------------ | --------------------------------- | --- |
| Platzierungen                        |                                |                                   | |
| 1. Jugoslawien                       | Sasa Zajc                      | Saša Zajc                         | |
| 2. Dänemark                          | Jeanne Perfeldt                |                                   | Miss Universe 1969, Miss World 1969, Miss International 1970: Semifinale, Miss Scandinavia 1970: Platz 5 |
| 3. BR Deutschland                    | Elke Hein                      |                                   | |
| 4. Finnland                          | Harriet Marita Eriksson        |                                   | Miss Universe 1969: Platz 2, Miss Scandinavia 1970: Siegerin                                             |
| 5. Spanien                           | Maria Amparo Rodrigo Lorenzo   | María Amparo Rodrigo Lorenzo      | Miss Universe 1969                                                                                       |
| Top 7                                |                                |                                   | |
| 6. Schweden                          | Ulla Adsten                    | Ulla Adsten                       | |
| 7. Norwegen                          | Patricia („Pia“) Ingrid Walker |                                   | Miss Universe 1969, Miss Scandinavia 1970                                                                |
| Weitere Teilnehmerinnen              |                                |                                   | |
| Belgien                              | Maud Alin                      | Maud Alin                         | Miss World 1969                                                                                          |
| England                              | Marie Smith                    |                                   | Miss International 1968: Semifinale (als Miss Scotland)                                                  |
| Frankreich                           | Suzanne Angly                  | Suzanne Angly                     | Miss World 1969, Miss International 1972: Semifinale                                                     |
| Griechenland                         | Irini Lorandou                 | Ειρήνη Λοράνδου (Eirini Lorandou) | |
| Holland                              | Olga Westmaas                  | Olga Westmaas                     | |
| Irland                               | June MacMahon                  |                                   | Miss World 1968: Semifinale                                                                              |
| Island                               | Maria Baldursdóttir            | María Baldursdóttir               | Miss Scandinavia 1970: Platz 3                                                                           |
| Italien                              | Zaira Fabbri                   | Zaira Fabbri                      | |
| Luxemburg                            | Jacqueline Schaeffer           | Jacqueline Schaeffer              | Miss World 1969                                                                                          |
| Malta                                | Natalie Quintana               |                                   | Miss Universe 1969                                                                                       |
| Österreich                           | ?                              |                                   | |
| Schweiz                              | Liselotte Pauli                | Liselotte Pauli                   | |
| Tschechoslowakei                     | Jarmila Teplanova              | Jarmila Teplanová                 | |
| Türkei                               | Nurac Yetkin                   |                                   | |
| Ersetzt durch eine andere Kandidatin |                                |                                   | |
| Österreich                           | Eva Rueber-Staier              | Eva Rueber-Staier                 | Miss Universe 1969: Semifinale, Miss World 1969: Siegerin                                                |
| Schweiz                              | Patrice Sollner                |                                   | Miss Universe 1969: Semifinale, Miss World 1971                                                          |